# Diheteropogon microterus
Diheteropogon microterus är en gräsart som beskrevs av Clayton. Diheteropogon microterus ingår i släktet Diheteropogon och familjen gräs. Inga underarter finns listade i Catalogue of Life.